# Онисифор Печерський
Онисифор сповідник Печерський (? - 1148 р., Київ) — православний святий, чернець Печерського монастиря. Преподобний. 
Жив за часів ігумена Пимена пісника (1132-1141). Був лаврським пресвітером і сповідником братії. Мав від Бога дар прозорливості й бачив гріхи кожної людини. Уславився прп. Онисифор тим, що вимолив у прп. Антонія прощення своєму духовному синові, одному померлому ченцю, що був таємним грішником і розпусником.
На карті 1703 року згаданий «Онисифор священик».
На картах 1795 року і XIX століття за преподобним Онисифором закріплюється ім’я Сповідника.
Його мощі спочивають у Ближніх печерах, навпроти мощей святого Арефи Затвірника.
Пам'ять 11 жовтня і 22 листопада. 